# Staffan de Mistura
Staffan de Mistura (* 25. ledna 1947, Stockholm, Švédsko) je dlouholetý švédsko-italský diplomat OSN.
Generální tajemník OSN Ban Ki-moon oznámil 10. července 2014, že jmenoval de Misturu novým zvláštním zmocněncem Organizace spojených národů pro hledání mírového řešení konfliktu v Sýrii.
V září 2021 Maroko souhlasilo se jmenováním Staffana de Mistury, osobního vyslance OSN pro Západní Saharu.

## Mládí
Staffan de Mistura se narodil v roce 1947 ve Stockholmu ve Švédsku jako syn švédské matky Birgitty Johnson de Mistura a italského otce Emila Dominga de Mistura. Jeho otec patřil k urozené italské rodině Šibeniků (italsky: Sebenico), která uprchla po druhé světové válce spolu s většinou dalmatských Italů z Chorvatska poté, co vládu v zemi převzali komunisté.
Vystudoval politické vědy na univerzitě La Sapienza v Římě.